# Conseil scientifique de l'Éducation nationale
Le Conseil scientifique de l'éducation nationale (CSEN) est un organisme rattaché au ministère français de l'Éducation nationale et de la Jeunesse. Il a été  créé en 2018 et institué par arrêté ministériel en mars 2021.
Il a pour mission de faciliter la prise en compte des apports de la recherche scientifique, de l’expérimentation et de la comparaison internationale dans les politiques et les pratiques éducatives.

## Composition
Le CSEN comprend actuellement 30 membres universitaires ou chercheurs français et étrangers. Ils sont nommés par le ministre pour une durée de 5 ans renouvelable. Leurs contributions sont volontaires et non rémunérées.
Il est présidé par Stanislas Dehaene, professeur au Collège de France et titulaire de la chaire de psychologie cognitive expérimentale.

## Fonctionnement
Le CSEN réalise sous la seule responsabilité de ses membres des synthèses des connaissances scientifiques destinées au ministre, aux responsables de l’éducation nationale, aux enseignants et aux parents.
Il se saisit sur toute question qu’il estime pertinente, et peut être consulté par le ministre chargé de l'éducation nationale. Cependant il n’exerce qu’une mission de conseil, indépendante, autonome et distincte de la prise de décision.